# Чемпионат России по кёрлингу среди мужчин 2014
22-й чемпионат России по кёрлингу среди мужских команд всех лиг проходил с 17 по 24 апреля 2014 года в кёрлинг-центре «Ледяной куб» города Сочи. Чемпионский титул в 3-й раз в своей истории и во 2-й раз подряд выиграла команда «Адамант» (Санкт-Петербург).

## Регламент турнира
В высшей лиге «А» принимали участие 8 команд, 3 из которых представляли московский клуб «Москвич» (три сборные Москвы), две санкт-петербургский клуб «Адамант» («Адамант» и «Адамант»-2), команда из Челябинска («Юность-Метар») и ещё две команды представляли Школу высшего спортивного мастерства зимних видов спорта (ШВСМ ЗВС) из Санкт-Петербурга (ШВСМ ЗВС-СКА и ШВСМ ЗВС). Соревнования проводились в два круга. Места распределялись по общему количеству побед. В случае равенства этого показателя у двух и более команд приоритет отдавался преимуществу в личных встречах соперников. В случае равенства побед между командами, претендующими на чемпионство, между ними проводится дополнительный матч (матчи) за 1-е место.
Команда, занявшая в чемпионате последнее место, покидает высшую лигу «А». В переходных матчах за право играть в следующем сезоне в ведущем дивизионе встречаются 7-я команда высшей лиги «А» и 2-я высшей лиги «Б».
Все матчи чемпионата во всех дивизионах проводились в кёрлинг-центре «Ледяной куб» города Сочи.

## Высшая лига «А»

### Результаты
| М | Команда                      | 1        | 2        | 3       | 4        | 5        | 6         | 7         | 8         | И  | В  | П  |
| - | ---------------------------- | -------- | -------- | ------- | -------- | -------- | --------- | --------- | --------- | -- | -- | -- |
| 1 | «Адамант» Санкт-Петербург    |          | 11:9 8:7 | 6:9 8:6 | 8:2      | 5:2 11:5 | 12:5 8:3  | 10:2 7:1  | 9:10 7:3  | 14 | 12 | 2  |
| 2 | Москва-1                     | 9:11 7:8 |          | 7:4 8:4 | 10:2 7:4 | 8:9 10:5 | 6:4 7:5   | 9:5 6:8   | 11:2 6:2  | 14 | 10 | 4  |
| 3 | Москва-2                     | 9:6 6:8  | 4:7 4:8  |         | 7:3 7:5  | 8:9 8:6  | 9:3 7:5   | 7:8 7:9   | 8:2 9:5   | 14 | 8  | 6  |
| 4 | «Адамант»-2 Санкт-Петербург  | 2:8      | 2:10 4:7 | 3:7 5:7 |          | 7:8 10:6 | 9:6 10:5  | 7:6 8:7   | 11:2 7:5  | 14 | 7  | 7  |
| 5 | Москва-3                     | 2:5 5:11 | 9:8 5:10 | 9:8 6:8 | 8:7 6:10 |          | 3:6 4:8   | 8:7 6:3   | 6:5 8:6   | 14 | 7  | 7  |
| 6 | «Юность-Метар» Челябинск     | 5:12 3:8 | 4:6 5:7  | 3:9 5:7 | 6:9 5:10 | 6:3 8:4  |           | 10:2 10:7 | 9:3 7:4   | 14 | 6  | 8  |
| 7 | ШВСМ ЗВС-СКА Санкт-Петербург | 2:10 1:7 | 5:9 8:6  | 8:7 9:7 | 6:7 7:8  | 7:8 3:6  | 2:10 7:10 |           | 14:3 10:3 | 14 | 5  | 9  |
| 8 | ШВСМ ЗВС Санкт-Петербург     | 10:9 3:7 | 2:11 2:6 | 2:8 5:9 | 2:11 5:7 | 5:6 6:8  | 3:9 4:7   | 3:14 3:10 |           | 14 | 1  | 13 |

### Итоги

#### Положение команд
| «Адамант» (Санкт-Петербург)      | 5. Москва-3                       |
| Москва-1                         | 6. «Юность-Метар» (Челябинск)     |
| Москва-2                         | 7. ШВСМ ЗВС-СКА (Санкт-Петербург) |
| 4. «Адамант»-2 (Санкт-Петербург) | 8. ШВСМ ЗВС (Санкт-Петербург)     |

Команда ШВСМ ЗВС покинула высшую лигу «А». ШВСМ ЗВС-СКА проведёт переходный матч с командой УОР-2, занявшей 2-е место в высшей лиге «Б».

#### Призёры
«Адамант» (Санкт-Петербург): Алексей Целоусов, Артём Шмаков, Пётр Дрон, Евгений Климов, Алексей Тимофеев. Тренер — Алексей Целоусов.
  Москва-1: Андрей Дроздов, Алексей Стукальский, Антон Калалб, Александр Козырев, Роман Кутузов. Тренер — Василий Гудин.
  Москва-2: Александр Кириков, Александр Кузьмин, Александр Челышев, Дмитрий Абанин, Вадим Школьников. Тренер — Владимир Романов.

## Высшая лига «Б»
| М | Команда                        | И | В | П |
| - | ------------------------------ | - | - | - |
| 1 | Московская область-1 (Дмитров) | 6 | 6 | 0 |
| 2 | УОР-2 (Санкт-Петербург)        | 6 | 5 | 1 |
| 3 | Московская область-2 (Дмитров) | 6 | 4 | 2 |
| 4 | Москва-4                       | 6 | 3 | 3 |
| 5 | Красноярский край              | 6 | 2 | 4 |
| 6 | «Юность-Метар»-2 (Челябинск)   | 6 | 1 | 5 |
| 7 | «Татарстан» (Казань)           | 6 | 0 | 6 |

«Новая Лига» (Москва) — отказ от участия.
Команда Московской области-1 выиграла путёвку в высшую лигу «А» 2015. Команда УОР-2 проведёт переходные матчи с 7-й командой высшей лиги «А».